# سارة أوكونور
سارة إي أوكونور (بالإنجليزية: Sarah O'Connor) عالمة بيولوجيا جزيئية أمريكية متخصصة في فهم الآلية الجزيئية التي تدخل في المنتجات الطبيعية النباتية المهمة- فينبلاستين، المورفين، الإيريد، السيكولوجانين- وكيف يؤدي تغيير مسار الإنزيمات المشتركة إلى نظائر متنوعة. في عام 2011، أصبحت رائدة المشروع في مركز جون إنز في المملكة المتحدة. في نوفمبر 2018، عينتها جمعية ماكس بلانك كعضو علمي. ولاحقا تم ترشيحها لمنصب رئيس قسم التركيب الحيوي للمنتجات الطبيعية الجديد في معهد ماكس بلانك للبيئة الكيميائية في يينا، ألمانيا.

## التعليم
حصلت أوكونور على درجة الدكتوراه بالتعاون مع باربرا امبيري في العمل الآثار المطابقة التي تحدثها البروتينات الكبيرة وذلك في معهد ماساتشوستس للتكنولوجيا (MIT). كما حصلت على زمالة ما بعد الدكتوراه من كلية الطب بجامعة هارفارد وعادت بعد ذلك إلى معهد ماساتشوستس للتكنولوجيا للعمل كأستاذه في الفترة من 2003 إلى 2010.

## الأبحاث
تضمن عمل أوكونور دراسة مفصلة للعديد من الأنواع المهمة من النباتات ذات الصلة بالأدوية مثل: راوفوليا سربنتينا، كاثارنثوس وجابونيكوس. التي يستخدمها مختبرها كقاعدة وأساس للمعلومات الحيوية وتوظيف الإنزيم للكشف عن مسارات جديدة تبني بها النباتات هذه الجزيئات. كما يؤدي إدخال إنزيمات جديدة مثل الهالوجيناز أو أوكسيديز، إلى ظهور بدائل جديدة للجزيئات غير الموجودة في الطبيعة.

## الجوائز
حصلت أوكونور على العديد من الجوائز والتكريمات مثل:
- عام 2018- المنحة المتقدمة لمجلس البحوث الأوروبي (ERC).
- عام 2017- انتُخبت لتصبح عضوًا في منظمة البيولوجيا الجزيئية الأوروبية.[6]
- عام 2013– حصلت على ميدالية وين.[7]
- عام 2011- جائزة فايزر في كيمياء الانزيمات.
- عام 2011- جائزة ولفسون من الجمعية الملكية للأبحاث الإستحقاقية.

## وصلات خارجية
- سارة أوكونور- فاينانشال تايمز